# Pasión prohibida
Pasión prohibida és una pel·lícula eròtica i de destape espanyola del 1980 dirigida per Amando de Ossorio. La banda sonora és d'Alfonso Santisteban.

## Sinopsi
Teresa (Susana Estrada), una estrella de varietats, deixa el lloc on treballa per tornar a la seva ciutat natal a Galícia i assistir al funeral del seu pare. Hi ha el seu germà Miguel (Emilio Alvarez), que ara hereta el negoci familiar i per qui Teresa comença a sentir una forta atracció. Tot i que Miguel té una núvia i té previst casar-se, no pot resistir el joc de seducció de la seva germana. D’altra banda, Leonor (Lynn Endersson), la propietària del lloc on treballava Teresa, no dona suport a l’absència de la seva ballarina estrella i ex-amant i intenta recuperar-la igualment.

## Repartiment
- Susana Estrada com Teresa.
- Emilio Álvarez com Miguel.
- Lynn Endersson com Leonor.
- Rafael Hernández com Empleat de Leonor.
- María Rey com Marisol.
- Gabriela Mosch com Licia.
- Luis Marín com gerent.
- Vanessa Hidalgo com Criada.
- Emilio Linder com cambrer.

## Producció
Va ser la penúltima pel·lícula d'Amando de Ossorio i la seva única incursió en l'anomenat "cinema S". El rodatge va tenir lloc a Camariñas i inclou escenes de la tradicional processió marítima de la Virxe do Carme.